# Corinna venezuelica
Corinna venezuelica là một loài nhện trong họ Corinnidae.
Loài này thuộc chi Corinna. Corinna venezuelica được Lodovico di Caporiacco miêu tả năm 1955.